# Championnat de Turquie de football 1980-1981
Navigation
Saison précédente Saison suivante
La saison 1980-1981 du Championnat de Turquie de football est la 23e édition de la première division turque, la 1. Turkiye Lig. Les 16 équipes sont regroupées au sein d'une poule unique, où chaque équipe affronte tous les adversaires de sa poule deux fois, à domicile et à l'extérieur.
Trabzonspor termine une nouvelle fois en tête du championnat cette année. C'est le 5e titre de champion de son histoire en six saisons.

## Les 16 clubs participants
| - Galatasaray - Kocaelispor - Promu de D2 - Gaziantep SK - Rizespor - Adana Demirspor - Eskisehirspor - Altay SK - Bursaspor | - Fenerbahce SK - Besiktas JK - Mersin Idmanyurdu SK - Promu de D2 - Boluspor - Promu de D2 - Trabzonspor - Zonguldakspor - Orduspor - Adanaspor AS |

## Compétition

### Classement
Le barème de points servant à établir le classement se décompose ainsi :
- Victoire : 2 points
- Match nul : 1 point
- Défaite : 0 point

| Rang | Équipe                   | Pts | J  | G  | N  | P  | Bp | Bc | Diff |
| ---- | ------------------------ | --- | -- | -- | -- | -- | -- | -- | ---- |
| 1.   | Trabzonspor (T)          | 39  | 30 | 16 | 7  | 7  | 41 | 21 | +20  |
| 2.   | Adanaspor AS             | 34  | 30 | 13 | 8  | 9  | 36 | 28 | +8   |
| 3.   | Galatasaray SK           | 34  | 30 | 13 | 8  | 9  | 28 | 25 | +3   |
| 4.   | Gaziantep SK             | 33  | 30 | 12 | 9  | 9  | 23 | 22 | +1   |
| 5.   | Beşiktaş JK              | 31  | 30 | 12 | 7  | 11 | 27 | 23 | +4   |
| 6.   | Eskisehirspor            | 31  | 30 | 10 | 11 | 9  | 19 | 19 | 0    |
| 7.   | Zonguldakspor            | 30  | 30 | 12 | 6  | 12 | 36 | 33 | +3   |
| 8.   | Kocaelispor (P)          | 30  | 30 | 11 | 8  | 11 | 34 | 32 | +2   |
| 9.   | Bursaspor                | 30  | 30 | 12 | 6  | 12 | 30 | 30 | 0    |
| 10.  | Fenerbahçe SK            | 29  | 30 | 9  | 11 | 10 | 31 | 27 | +4   |
| 11.  | Altay Izmir              | 29  | 30 | 8  | 13 | 9  | 29 | 30 | -1   |
| 12.  | Adana Demirspor          | 29  | 30 | 11 | 7  | 12 | 25 | 26 | -1   |
| 13.  | Boluspor (P)             | 29  | 30 | 9  | 11 | 10 | 32 | 36 | -4   |
| 14.  | Rizespor                 | 29  | 30 | 11 | 7  | 12 | 35 | 42 | -7   |
| 15.  | Mersin Idmanyurdu SK (P) | 23  | 30 | 8  | 7  | 15 | 21 | 34 | -13  |
| 16.  | Orduspor                 | 20  | 30 | 8  | 4  | 18 | 19 | 38 | -19  |

|  | Qualifié pour la Coupe des clubs champions 1981-1982 |
|  | Qualifié pour la Coupe des Coupes 1981-1982          |
|  | Qualifié pour la Coupe UEFA 1981-1982                |
|  | Relégation en 2. Lig                                 |

## Bilan de la saison
| Tableau d'Honneur                  |                     |
| Compétition                        | Vainqueur           |
| Championnat de Turquie de football | Trabzonspor         |
| Coupe de Turquie                   | Ankaragücü (2. Lig) |

| Qualifications européennes                    |              |
| Coupe des clubs champions européens 1981-1982 | Qualifié     |
| Premier tour                                  | Trabzonspor  |
| Coupe des Coupes 1981-1982                    | Qualifié     |
| Premier tour                                  | Ankaragücü   |
| Coupe UEFA 1981-1982                          | Qualifié     |
| Premier tour                                  | Adanaspor AS |

| Promotion et relégation |                                                     |
| Relégués en 2e division | Rizespor Mersin Idmanyurdu SK Orduspor              |
| Promus en Super Lig     | Sakaryaspor Ankaragücü Göztepe Izmir Diyarbakirspor |